# ابن الحاج هزارمیردی
ابن الحاج هزارمیردی، ابن الحاج سنجوه‌ای یا ابن الحاج متکلم و شاعر کرد سده هفده و هجده میلادی است. شهرت او به خاطر تبحرش در کلام و علوم دینی و همچنین تالیف منظومه مهدی نامه به کردی سورانی است  که در سال ١٧٦٥ به نظم در آمده است. از شاگردان مشهورش می‌توان شیخ معروف نودهی و ملا عبدالله بن محمد مشهور به  بیتوشی را نام برد. او در نزدیک سردشت به دنیا آمد، اما لقب هزارمیردی اشاره به سکنا گزیدن طولانی او در آبادی هزارمیرد در نزدیکی سلیمانیه است.